# Équipe d'Irlande de football
Ne pas confondre avec l'équipe de république d'Irlande ou l'équipe d'Irlande du Nord
Maillots
L'équipe d'Irlande de football représente l'Irlande dans les compétitions internationales de football de 1882 à 1950. Elle est organisée par l'IFA, la fédération irlandaise de football, basée à Belfast. L'équipe a principalement joué les matchs du British Home Championship contre les autres nations britanniques (Angleterre, Écosse et pays de Galles). La plupart du temps contrainte de se contenter de la cuillère de bois, elle a néanmoins remporté l'édition de 1914 et a partagé la victoire de l'édition de 1903 avec l'Angleterre et l'Écosse.
Après la partition de l'Irlande, bien que le rôle de la fédération irlandaise de football soit restreint à l'administration du football en Irlande du Nord, elle continue à sélectionner des joueurs de l'ensemble de l'Irlande jusqu'en 1954 pour les compétitions de la FIFA et plus tard encore pour les éditions du British Home Championship. À cette équipe d'Irlande a succédé dans les textes et quant au palmarès, l'équipe actuelle de l'IFA, c'est-à-dire l'équipe d'Irlande du Nord de football.
À la suite de l'indépendance de l'État d'Irlande, l'équipe a continué à exister parallèlement à l'équipe de la république d'Irlande de football, sélectionnée par la fédération de football d'Irlande, en sélectionnant des joueurs de l'Irlande dans son ensemble. L'équipe d'Irlande de football n'existe plus sous ce nom, du fait de sa transformation en équipe d'Irlande du Nord de football, ne  sélectionnant que les joueurs nord-irlandais.

## Histoire

### Le dix-neuvième siècle
Le 18 février 1882, deux ans après la création de la fédération irlandaise, l'Irlande fait ses débuts internationaux contre l'équipe d'Angleterre de football, perdant la rencontre sur le score de 13 buts à 0 lors d'un match amical disputé à Bloomfield Park à Belfast. Elle devient ainsi la quatrième équipe nationale à participer à un match de football. Ce résultat reste le record de buts marqués pour l'Angleterre et le record de buts encaissés pour l'Irlande. Dans l'équipe irlandaise, se trouve Samuel Johnston, un jeune joueur de 15 ans et 153 jours qui devient ainsi le plus jeune joueur à être sélectionné en équipe nationale. Ce record est toujours d'actualité. Le 25 février 1882, l'équipe d'Irlande joue son deuxième match international, cette fois contre l'équipe du pays de Galles de football au Racecourse Ground de  Wrexham. L'Irlande perd une nouvelle fois, 7 buts à 1, mais l'égalisation temporaire de Johnston fait de lui le premier buteur pour l'Irlande et le plus jeune buteur du football international.
En 1884 l'Irlande participe au premier British Home Championship et perd ses trois matchs. L'équipe d'Irlande doit attendre le 13 mars 1887 pour remporter son premier match, une victoire 4-1 contre le pays de Galles à Belfast. Avant ce match, l'Irlande avait accumulé 14 défaite et 1 match nul, la plus grande succession de matchs sans victoire des années 1880.  Cette première victoire ne va pas empêcher l'Irlande à accumuler de lourdes défaites, comme le 3 mars 1888 un 11-0 contre le pays de Galles et le 23 février 1901 un autre 11-0 contre cette fois l'Écosse. Ces défaites, en y ajoutant celle, initiale, contre l'Angleterre, constituent les records de buts marqués par les autres nations britanniques.
L'équipe nationale d'Irlande a connu toutefois des moments plus glorieux : le 7 février 1891, l'équipe avec dans ses rangs Jack Reynolds et le quadruple buteur Olphert Stanfield bat le pays de Galles 7-2, réussissant ainsi la deuxième victoire de l'équipe. La performance de Reynolds attira l'attention de West Bromwich Albion qui le recruta en mars 1891. La petite histoire veut que l'on a découvert un peu plus tard que Reynolds était en fait bien anglais. Le 3 mars 1894 au Solitude Ground de Belfast après treize tentatives infructueuses, l'Irlande réussit enfin à éviter la défaite contre l'équipe d'Angleterre. L'équipe anglaise comptait dans ses rangs Reynolds qui avait changé d'équipe nationale et Fred Spiksley. Elle mène le match 2 buts à 0 avant de se voir rattrapé par deux buts de Stanfield et W.K. Gibson.
L'Irlande « produisant » peu de footballeurs, à l'opposé des footballs anglais et écossais, les internationaux irlandais de cette période commencent leurs carrières plus jeunes et la font durer plus longtemps que leurs contemporains anglais et écossais. Le résultat fait que l'Irlande fait jouer les joueurs les plus jeunes et les plus vieux des équipes nationales du XIXe siècle. Samuel Johnston avait montré la voie dans les premiers temps des années 1880. Le 27 février 1886 Shaw Gillespie, âgé de 18 ans devient le plus jeune international gardien de but,. Olphert Stanfield, W.K. Gibson ou George Gaukrodger avaient tous deux seulement 17 ans lorsqu'ils débutent en équipe nationale. Avec Johnston, Gibson et Gaukrodger, l'Irlande avait aussi les plus jeunes buteurs du XIXe siècle. 
Stanfield, par sa longévité, a atteint les 30 sélections ce qui en fait le plus cape des internationaux avant 1900.

### Les champions des îles britanniques
Le plus grand succès de l'Irlande sur un terrain de football arrive en 1914 avec la victoire en British Home Championship. Toutefois les fondations de ce succès proviennent du travail effectué pendant la décennie précédente et notamment avec une utilisation tout à fait nouvelle pour l'époque des entraineurs nationaux. La première fois dans l'histoire du football où une équipe nationale se voit dotée d'un entraineur date du 20 février 1897 quand Billy Crone assiste à la défaite de son équipe par 6-0 contre l'Angleterre, puis lors de la victoire contre le pays de Galles le 19 février 1898. Le 4 mars 1899, l'Irlande est entrainée par Hugh McAteer et le 24 février 1900, Robert Torrans est le sélectionneur de l'Irlande contre le pays de Galles. En 1914 McAteer reprendra son poste pour emmener l'Irlande à la victoire.
En 1899, l'IFA change aussi les règles de sélection des joueurs. Avant cette date, l'équipe d'Irlande était composée exclusivement de joueurs du Championnat d'Irlande de football, en particulier en provenance des trois clubs de Belfast, Linfield FC, Cliftonville FC et Distillery FC. Le 4 mars 1899 à l'occasion du match contre le pays de Galles, McAteer sélectionne quatre joueurs irlandais jouant en Angleterre. Ce changement apporte tout de suite des résultats positifs avec une victoire 1-0. Trois semaines plus tard, le 25 mars, un de ces joueurs, Archie Goodall, âgé de 34 ans et 279 jours, devient le plus vieux buteur avant 1900 lorsqu'il marque le seul but irlandais lors de la défaite 9-1 contre l'Écosse.
Goodall devient un avant centre régulier pour l'Irlande et joue jusqu'à 40 ans. Le 28 mars 1903 il marque le premier but de la victoire 2-0 contre le pays de Galles et devient à 38 ans et 283 jours le plus vieux buteur de l'histoire du football irlandais. Ce but aide aussi l'équipe d'Irlande qui compte aussi dans ses rangs Jack Kirwan, Billy Scott, Billy McCracken et Robert Milne à remporter conjointement avec les équipes anglaises et écossaises le British Home Championship. C'est la première fois qu'une équipe autre que l'équipe d'Angleterre ou que l'équipe d'Écosse accède à la première place de l'épreuve. Il faut toutefois prendre en compte que la différence de but n'était pas prise en compte pour départager les équipes. L'Irlande comme la compétition par une lourde défaite contre l'Angleterre, 4-0, puis gagne contre l'Écosse au Celtic Park à Belfast, 2-0 et contre le pays de Galles 2-0.
Le 15 février 1913, avec une équipe emmenée par le capitaine Val Harris, Billy Scott et de double buteur Billy Gillespie, l'Irlande gagne pour la toute première fois contre l'équipe d'Angleterre 2-1. Le match s'est joué à Windsor Park.

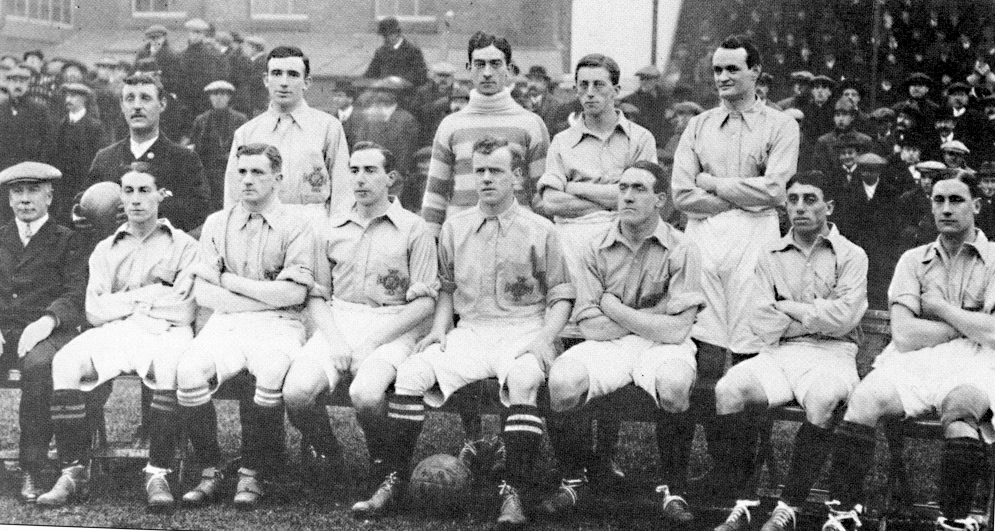
L'équipe d'Irlande lors du British Home Championship de 1914

Lors de l'édition de 1914 du British Home Championship, l'Irlande gagne seul le championnat. Gillespie marque deux fois lors de la victoire 2-1 à l'extérieur contre le pays de Galles. L'Irlande enchaine par un exploit réussit à Ayresome Park à Middlesbrough : une victoire 3-0 contre l'Angleterre avec deux buts de Bill Lacey. L'Irlande s'assure le titre en faisant match nul 1-1 à domicile contre l'Écosse. Ce fut leur dernier match avant la Première Guerre mondiale et le sommet de l'histoire du football irlandais avant la partition de l'île.

### IFA contre FAI
En 1920, l'île d'Irlande est partagée en deux entités politiques, l'État d'Irlande avec comme capitale Dublin d'une part et l'Irlande du Nord, nation constitutive du Royaume-Uni avec comme capitale Belfast d'autre part. En 1922 le nouvel état créé au sud prend le nom d'État libre d'Irlande. À la suite de ces évènements politiques, une fédération de football rivale de l'Association irlandaise de football (IFA)  se crée à Dublin : la Fédération d'Irlande de football (FAI). Celle nouvelle fédération organise rapidement un championnat, le championnat d'Irlande de football et crée une équipe nationale, l'équipe d'Irlande de football. En 1923, la FAI est reconnue par la FIFA comme étant l'organe gouvernant le football pour l'État libre d'Irlande à la condition qu'elle prenne le nom de fédération de l'État libre d'Irlande (the Football Association of the Irish Free State), ce qu'elle fait.
Au même moment, l'IFA continue à organiser son équipe nationale sur une base toute-Irlande en sélectionnant régulièrement des joueurs de l'État Libre d'Irlande,. Pendant cette période, la réciproque existe aussi : quelques rares joueurs de nationalité nord-irlandaise comme Harry Chatton jouent pour l'État d'Irlande. À partir de 1936, la FAI qui jusque-là sélectionnait principalement des joueurs sur le principe de leur appartenance à l'État Libre d'Irlande, reprend la même politique que son voisin du Nord et sélectionne aussi ses joueurs sur une base toute-Irlande. À partir de cette date, trente neuf joueurs au total vont jouer pour les deux équipes.
Entre 1928 et 1946, l'IFA, comme les autres nations britanniques, n'est pas affiliée à la FIFA. Les deux « Irlandes » peuvent donc cohabiter sans jamais se rencontrer puisqu'elles ne participent pas aux même compétitions.

### L'entre-deux-guerres
Après la Première Guerre mondiale, le British Home Championship reprend en 1919, avec comme match d'ouverture une rencontre à Windsor Park entre l'Irlande et l'Angleterre. Les tenants depuis 1914 se sont dispersés (l'Irlande est divisée de fait à la suite de l'insurrection de Pâques 1916 et au début de la guerre d'indépendance en 1919). Et pour leur premier match, l'Irlande joue avec huit débutants au niveau international et perd. L'équipe terminera dernière du tournoi.
L'Irlande ne retrouva jamais son niveau de l'avant guerre et ne rééditera jamais son exploit de 1914. Au cours des vingt années suivantes, elle termine toutefois à plusieurs reprises à la deuxième place. Quelques coups d'éclats marquent néanmoins l'entre-deux-guerre, comme une victoire contre l'Angleterre 2-1 à Windsor Park le 10 octobre 1923 avec une équipe regroupant entre autres Tom Farquharson, Sam Irving, Bobby Irvine et Billy Gillespie. Pendant les années 1920, Billy Gillespie marque douze buts dont sept aux dépens de l'Angleterre. C'est un record pour l'Irlande. Il ne sera battu qu'en 1992 par Colin Clarke.
Tout au long des premières années de l'équipe d'Irlande, ses adversaires ont été exclusivement les autres nations britanniques lors de matchs amicaux et au sein du British Home Championship. Toutefois à partir des années 1920, l'Irlande commence à jouer contre d'autres équipes nationales, comme la France, la Norvège ou l'Afrique du Sud. Le statut officiel de ces matchs est régulièrement controversé.
L'année 1927 est la meilleure année de l'Irlande depuis 1914. Le 10 octobre 1927 Gillespie et Irving rejoints par Elisha Scott font partie de l'équipe qui bat une nouvelle fois l'Angleterre à Windsor Park (2 buts à 0). Le match suivant se solde par une défaite contre le Pays-de-Galles.  Le dernier match a lieu à Belfast le 25 février 1928 contre l'équipe d'Écosse de football. Grâce à une énorme performance de Scott leur gardien de but, l'équipe d'Irlande parvient à arracher la victoire 1-0 contre l'Écosse.
Le 2 février 1930 l'Irlande écrase le Pays-de-Galles 7-0 avec six buts du seul Joe Bambrick qui pour l'occasion jouait dans son stade à Linfield. Ce match reste celui des records pour l'Irlande et pour un joueur irlandais. Il n'a, au niveau national, jamais été battu depuis.
L'Irlande reste néanmoins abonnée à la deuxième moitié du classement du British Home Championship, n'évitant la dernière place qu'en trois occasions seulement. Pour cause de seconde Guerre mondiale, la compétition est suspendue en 1939.

### La fin de l'histoire
Pendant la seconde guerre mondiale, toutes les rencontres internationales sont suspendues. Toutefois, pendant cette période, l'Irlande joue un match amical contre les forces armées britanniques stationnées en Irlande du Nord. Dans cette équipe britannique jouent notamment Matt Busby, Stanley Matthews, Tommy Lawton et  Stan Mortensen,. Le match fut très prolifique en buts, l'Irlande perdant le match 8-4. Les quatre buts irlandais ont été marqués par le futur entraineur Peter Doherty. L'exploit de Doherty fut tel que le commentateur du match, Maurice Edelston écrivit "Il était presque une équipe à lui tout seul. Et si l'Irlande avait eu deux Doherty ce jour-là, je n'ose imaginer ce qui aurait pu arriver".
En 1946, alors que le football international reprend à peine son activité, la séparation IFA (Irlande du Nord)/FAI (État d'Irlande) revient sur le devant de l'actualité par le seul fait de l'équipe d'Angleterre de football qui, en moins d'une semaine, rencontre en match amical les deux équipes. La fédération anglaise demanda alors aux deux fédérations irlandaises de ne sélectionner que des joueurs de leur juridiction citant la règle en vigueur auprès de la FIFA.
La FAI s'exécuta, mais pas l'IFA. Deux joueurs, né dans l'État libre d'Irlande alignés à Belfast pour la défaite 7-2 du 28 septembre 1946, jouèrent de nouveau lors de la défaite 1-0 du 30 septembre à Dublin. Le 27 novembre 1946, sept joueurs né en Irlande, dont Johnny Carey, Peter Farrell et Con Martin, jouent dans l'équipe de l'IFA contre l'Écosse. Le match se termine par un match nul et contribue à gagner la deuxième place dans le British Home Championship de 1947. À partir de cette date et jusqu'à la saison 1949-1950, l'IFA sélectionne régulièrement entre cinq et sept joueurs irlandais.
La fédération nord-irlandaise, en même temps que les autres nations britanniques, rejoint la FIFA en 1948 dans le but de participer à la Coupe du monde. Le British Home Championship de 1950 sert de groupe de qualification. L'Irlande du Nord accueille ainsi le tout premier match qualificatif pour une coupe du monde d'une équipe britannique. Ce match joué à Belfast contre l'Écosse se solde par une défaite 8-2. L'équipe d'Irlande finit la compétition à la dernière place avec seulement 1 point obtenu au Pays-de-Galles. Au cours de ce match disputé à Wrexham, l'IFA se présente pour la dernière fois avec une équipe sélectionnée sur une base toute-Irlande. Cette équipe aligne quatre joueurs nés dans l'entre-deux-guerres dans l'État Libre d'Irlande : Tom Aherne, Reg Ryan, Davy Walsh et le capitaine Con Martin. Ces quatre joueurs avaient tous déjà joué pour l'équipe d'Irlande de football lors des qualifications à la Coupe du monde. Cela signifie qu'ils ont joué pour deux fédérations différentes lors de la même épreuve de la FIFA.
La FAI pris des mesures pour empêcher des joueurs nés sur le territoire national d'Irlande de pouvoir jouer dans l'équipe de l'IFA. Tous les joueurs nés dans la République et jouant dans les championnats britanniques furent pressés de signer un engagement stipulant qu'ils ne rejoindraient plus l'équipe de l'IFA s'ils étaient sélectionnés. Jackie Carey fut le dernier à signer l'engagement en avril 1950. La règle 35(b) de la FAI prévoit dans le même temps que tous les joueurs participant au championnat irlandais doivent signer le même engagement avant toute validation de transfert vers un championnat étranger.
L'IFA déposa plainte à la FIFA contre cette règle. L'organisme régissant le football au niveau international répondit que la règle était contraire aux lois du football, mais dans le même temps énonça que l'IFA n'avait pas le droit de sélectionner des « citoyens de la République d'Irlande ». Une exception fut faite pour les matchs du British Home Championship à cause d'un accord de l'International Football Association Board de 1923 qui règlementait les interventions de la FIFA dans les relations entre les Home Nations (Nations britanniques). Toutefois cette exception ne devait être valable que « si la FAI n'y voyait pas d'objection ». La FAI n'a jamais donné son aval.
L'IFA et la FAI continuèrent toutes les deux à jouer sous l'appellation équipe d'Irlande. Au congrès de la FIFA de 1953, la règle 3 de la FIFA est amendée de sorte qu'une équipe nationale doit utiliser un titre reconnu politiquement et géographiquement d'un pays ou d'un territoire La FAI se réclama alors de la règle 3 pour avoir le droit d'utiliser le mot « Irlande » (Voir Noms de l'État d'Irlande), mais la FIFA  décida par la suite, qu'aucune équipe ne pourrait être dénommée « Irlande », décrétant que l'équipe de la FAI était officiellement désignée comme l'« équipe nationale de football de la République d'Irlande » et que celle de l'IFA était l'« équipe nationale de football d'Irlande du Nord »,.
L'IFA émis une objection à la FIFA et en 1954 obtient l'autorisation, en vertu de l'accord de 1923, d'utiliser le terme d'Irlande pour les matchs internationaux joués à domicile. Cette pratique ne fut interrompue qu'à la fin des années 1970.

## Les stades des matchs à domicile
La plupart des matchs internationaux ont été joués à Belfast. Le premier match a été disputé à Bloomfield Park. Pendant les années 1880, les matchs ont eu lieu au Ulster Cricket Ground, aussi connu sous le nom de Ballynafeigh Park, le terrain habituel du club d'Ulster FC.
Pendant les années 1890 le stade de Solitude, terrain habituel du club de Cliftonville FC a accueilli onze matchs internationaux. Au début du XXe siècle quelques matchs ont eu lieu à Grosvenor Park, alors le terrain habituel de Distillery FC et au Balmoral Showgrounds.
Le 17 mars 1900, pour la Fête de la Saint-Patrick, l'équipe joue son tout premier match à Dublin, perdant 2-0 contre l'Angleterre à Lansdowne Road. En mars 1904, un match se tient encore une fois à Dublin mais cette fois au Dalymount Park pour un  match nul 1-1 contre l'Écosse. Entre 1904 et 1913, Dalymount Park accueille au minimum un match par an les années où l'Irlande joue plus d'un match à domicile. Tous les autres matchs se déroulent à Windsor Park à Belfast.
Après la partition de l'Irlande, la quasi-totalité des matchs sont disputés à Windsor Park ; quelques-uns néanmoins sont joués à Celtic Park, le terrain du club du Belfast Celtic.

## Couleurs et emblèmes
Au cours des premiers matchs, l'équipe d'Irlande arbora différentes couleurs, passant du vert au blanc et au bleu. Toutefois le « bleu de Saint Patrick » devient la couleur officielle un peu avant la Première Guerre mondiale et le restera jusqu'en septembre 1931.
Le choix du bleu a été perçu comme un des premiers exemples de l'influence du club de Linfield FC et de ses dirigeants sur la fédération nord-irlandaise. Néanmoins, le bleu a été la couleur nationale de l'île d'Irlande depuis la période normande et est très régulièrement utilisée par des équipes sportives irlandaises de premier plan comme Dublin GAA, Leinster Rugby ou UC Dublin,
En 1931 les maillots deviennent verts. Cette couleur est toujours portée par l'équipe nationale d'Irlande du Nord. La raison officielle de ce changement était d'éviter la confusion avec l'équipe nationale d'Écosse elle aussi vêtue de bleu.
Le logo initial de l'équipe d'Irlande était une croix celtique stylisée avec en son centre une harpe. Ce logo est aujourd'hui utilisé par l'équipe d'Irlande du Nord. Il a été remplacé à partir des années 1930 et jusque dans les années 1950 par un trèfle, le shamrock. Ce changement a eu lieu à l'époque où l'IFA était en compétition avec la FAI pour incarner la véritable équipe d'Irlande. À cette époque le trèfle était aussi arboré par l'équipe l'Irlande de la FAI.

## Sélectionneurs
La sélection des joueurs était sous la responsabilité d'un comité de sélection, sans manager ou entraîneur au sens moderne du terme. Des entraîneurs ont été nommés match par match. Parmi eux on peut compter : 
- Billy Crone (1897)
- Hugh McAteer (1898, 1899, 1914)
- Robert Torrans (1900)

## Palmarès
- Vainqueur du British Home Championship en 1914.
- Vainqueur du British Home Championship en 1903 (titre partagé).
- Second du British Home Championship en 1904, 1926, 1928, 1938 et 1947.

### Parcours enCoupe du monde
- 1930 : Non inscrit
- 1934 : Non inscrit
- 1938 : Non inscrit
- 1950 : Tour préliminaire